# Don Nicholl
Pour les articles homonymes, voir Nicholl.
Don Nicholl (9 août 1925 Sunderland - 5 juillet 1980  à Los Angeles) est un scénariste, producteur, compositeur et réalisateur américain.

## Filmographie
Scénariste
- 1958 : The Golden Disc
- 1962 : Emergency
- 1967 : Headline Hunters

Producteur
- 1971 : All in the Family (série télévisée)
- 1974 : Good Times (série télévisée)
- 1975 : The Jeffersons (série télévisée)
- 1976 : The Dumplings (en) (série télévisée)
- 1977 : Three's Company (série télévisée)
- 1977 : Kingston: Confidential (série télévisée)
- 1979 : The Ropers (série télévisée)
- 1984 : Three's a Crowd (série télévisée)

Compositeur
- 1977 : Three's Company (série télévisée)